# Oronkua
Cet article concerne le village chef-lieu. Pour le département et la commune rurale, voir Oronkua (département).
Oronkua est un village du département et la commune rurale d'Oronkua, dont il est le chef-lieu, situé dans la province de l’Ioba et la région du Sud-Ouest au Burkina Faso.

## Géographie

### Situation et environnement
Oronkua se trouve à environ 12 km au nord de Dano, le chef-lieu provincial.

### Démographie
- En 2006, le village comptait 2 335 habitants recensés[1].

## Transports
La ville est traversée par la route nationale 12 reliant Pâ au sud du pays.

## Santé et éducation
Oronkua accueille un centre de santé et de promotion sociale (CSPS) tandis que le centre médical avec antenne chirurgicale (CMA) de la province se trouve à Dano.